# ATR
ATR (ital. Aerei da Trasporto Regionale ili fr. Avions de Transport Régional) je italijansko–francuska kompanija za proizvodnju aviona. Kompanija je osnovana 1981. godine, a osnivači su francuska kompanija Aérospatiale i italijanska Aeritalia, danas Alenia Aeronautica.
Glani proizvodi kompanije su avioni ATR 42 i ATR 72. Alenia Aeronautica proizvodi trup i repnu sekciju u svojim pogonima pokraj Napulja, dok se krila aviona sastavljaju u Bordou. Kompletiranje i testiranje aviona se vrši u ATR-ovoj fabrici u Tuluzu.

## Spoljašnje veze
- ATR 72-500, Air DolomitiATR Zvanični sajt (језик: енглески)
- http://vazduhoplovnetradicijesrbije.rs/index.php/istorija/atr-42